# Claudio Racca
 (mai 2022).
Si vous disposez d'ouvrages ou d'articles de référence ou si vous connaissez des sites web de qualité traitant du thème abordé ici, merci de compléter l'article en donnant les références utiles à sa vérifiabilité et en les liant à la section « Notes et références ».
Claudio Racca, né le 7 mars 1930 à Turin dans le Piémont, et mort le 18 octobre 2009 à Rome dans le Latium, est un réalisateur et directeur de la photographie italien.

## Biographie
Entre 1952 et 1954, il étudie la photographie au Centro sperimentale di cinematografia à Rome. Il travaille ensuite dans l'industrie du cinéma, notamment comme cadreur, avant de s'occuper de la photographie sur de nombreux courts-métrages, travaillant notamment en collaboration avec Gian Vittorio Baldi, Piero Nelli (it) ou Giuseppe Ferrara.
Comme directeur de la photographie, il obtient son premier crédit au cinéma dans le film de guerre La Dernière Attaque (La guerra continua) de Leopoldo Savona en 1962. Il s'illustre ensuite dans le genre naissant du mondo movie en collaborant notamment à plusieurs reprises avec Luigi Scattini (L'Amour primitif  (L'amore primitivo), Suède, enfer et paradis (Svezia, inferno e paradiso), Sorcellerie, magie... et messes noires (Angeli bianchi... angeli neri) ou Ce monde si merveilleux et si dégueulasse (Questo sporco mondo meraviglioso)). Il travaille également avec d'autres réalisateurs sur des genres différents, comme la comédie policière Commissariat de nuit (Commissariato di notturna) de Guido Leoni, le giallo La Mort sonne toujours deux fois (Blonde Köder für den Mörder) d'Harald Philipp, le drame léger Valeria dentro e fuori de Brunello Rondi ou le film d'horreur Un fiocco nero per Deborah de Marcello Andrei.
Il passe seul à la réalisation en 1973 avec le decamerotico Il tuo piacere è il mio inspiré par le recueil Les Cent Contes drolatiques de l'écrivain Honoré de Balzac avec Ewa Aulin, Femi Benussi et Barbara Bouchet dans les rôles principaux. Il se consacre dès lors uniquement à cette activité et s'illustre dans le genre du mondo movie avec ces deux films suivants, Tomboy - I misteri del sesso en 1977 et Tutti gli uomini del parlamento en 1980, avant de réaliser plusieurs courts-métrages dont Ballare è bello, lauréat du Ruban d'argent du meilleure court-métrage en 1982. Il réalise un dernier mondo en 1985, Love duro e violento.
Il est crédité une dernière fois comme directeur de la photographie dans le premier film de Giovanna Sonnino (it), Non è romantico?, en 1995.
Il meurt à Rome en 2009 à l'âge de 79 ans.

## Filmographie

### Comme réalisateur
- 1973 : Il tuo piacere è il mio (it)
- 1977 : Tomboy - I misteri del sesso (it)
- 1980 : Tutti gli uomini del parlamento (it)
- 1981 : Ballare è bello (court-métrage)
- 1982 : All'alba di San Paolo (court-métrage)
- 1984 : Rapsodia Laziale (court-métrage)
- 1985 : I pendolari del sole (court-métrage)
- 1985 : Love duro e violento (it)

### Au cinéma

#### Longs-métrages
- 1962 : La Dernière Attaque (La guerra continua) de Leopoldo Savona
- 1962 : Légions impériales (La leggenda di Fra Diavolo) de Leopoldo Savona
- 1962 : Lasciapassare per il morto de Mario Gariazzo
- 1963 : Processo a Stalin de Renato May et Fulvio Lucisano
- 1964 : L'ultima carica de Leopoldo Savona
- 1964 : L'Amour primitif  (L'amore primitivo) de Luigi Scattini
- 1964 : L'Italie avec Togliatti (L'Italia con Togliatti) de Gianni Amico, Libero Bizzarri, Citto Maselli, Lino Micciché, Glauco Pellegrini, Elio Petri, Sergio Tau, Paolo et Vittorio Taviani, Marco Zavattini, Valerio Zurlini et Giorgio Arlorio
- 1967 : Duel dans le monde (Duello nel mondo) de Luigi Scattini et Georges Combret
- 1967 : Le Cobra (Il cobra) de Mario Sequi
- 1967 : La sfinge d'oro de Luigi Scattini
- 1968 : Suède, enfer et paradis (Svezia, inferno e paradiso) de Luigi Scattini
- 1969 : Strada senza uscita de Gaetano Palmieri
- 1969 : La Mort sonne toujours deux fois (Blonde Köder für den Mörder) d'Harald Philipp
- 1970 : Sorcellerie, magie... et messes noires (Angeli bianchi... angeli neri) de Luigi Scattini
- 1971 : Ce monde si merveilleux et si dégueulasse (Questo sporco mondo meraviglioso) de Mino Loy et Luigi Scattini
- 1972 : Valeria dentro e fuori de Brunello Rondi
- 1973 : Tecnica di un amore de Brunello Rondi
- 1974 : Commissariat de nuit (Commissariato di notturna) de Guido Leoni
- 1974 : Un fiocco nero per Deborah de Marcello Andrei
- 1974 : Il venditore di palloncini de Mario Gariazzo
- 1974 : Verginità de Marcello Andrei
- 1976 : La casa d'Angelino Fons
- 1991 : Non è romantico? de Giovanna Sonnino (it)

#### Courts-métrages
- 1958 : Magia lucana de Luigi Di Gianni
- 1958 : Il pianto delle zitelle de Gian Vittorio Baldi
- 1959 : La vigilia di mezza estate de Gian Vittorio Baldi
- 1960 : Campi d'acqua de Piero Nelli (it)
- 1960 : Luciano - Via dei Cappellari de Gian Vittorio Baldi
- 1960 : La fossa dei pastori d'Agostino Di Ciaula
- 1961 : Il bar di Gigi de Gian Vittorio Baldi
- 1961 : Camere magiche de Mario Tebano
- 1961 : Città operaia de Piero Nelli (it)
- 1961 : La menzogna di Marzabotto de Carlo Di Carlo
- 1961 : Ritratto di Pina (via della Basilica) de Gian Vittorio Baldi
- 1962 : Quartiere San Lorenzo de Claudio Triscoli
- 1965 : La camorra de Giuseppe Ferrara
- 1965 : Lavagna di cemento de Giuseppe Ferrara
- 1966 : Resistere a Roma de Giuseppe Ferrara
- 1967 : L'attesa de Paolo Saglietto
- 1967 : La tana de Luigi Di Gianni
- 1967 : Banditi in Barbagia de Giuseppe Ferrara
- 1972 : Taranto oggi de Marco Zavattini

### A la télévision
- 1969 : Jekyll
- 1971 : La Nascita della Repubblica, Il 2 giugno de Vittorio De Sica

## Récompenses et distinctions
- Ruban d'argent du meilleure court-métrage pour Ballare è bello en 1982.

## Crédit d'auteurs
- (it) Cet article est partiellement ou en totalité issu de l’article de Wikipédia en italien intitulé « Claudio Racca » (voir la liste des auteurs).